# Nikon D3X
Nikon D3X — профессиональный однообъективный цифровой зеркальный фотоаппарат компании Nikon с разрешением матрицы 24,5 мегапикселя, основанный на Nikon D3.

## Описание
Nikon D3X представляет собой однообъективную цифровую зеркальную камеру (DSLR) со светочувствительной КМОП-матрицей (CMOS) формата Nikon FX с разрешением 24.5 мегапикселей.
Относясь к профессиональным камерам, D3X имеет корпус из магниевого сплава с защитой от пыли и брызг, а также от электромагнитных помех.

## Отличия от Nikon D2Xs
1 декабря 2008 года Nikon анонсировали новую камеру Nikon D3X, заменившую на рынке D2Xs. Камеры имеют схожую конструкцию.
Ниже приводятся нововведения D3X, в сравнении с D2Xs :
- Новый КМОП датчик формата FX;
- Диапазон ISO увеличен до 6400;
- Новый блок автофокуса (51 точка);
- Система обработки изображений 14 бит;
- 3-дюймовый ЖКИ монитор VGA c разрешением 920 000 точек;
- Режим LiveView с автофокусом.

## Награды
Nikon D3X стал лауреатом премий TIPA (Technical Image Press Association) и EISA (European Imaging and Sound Association):
- TIPA Best Digital SLR Professional (2009)[1],
- EISA European Professional Camera (2009—2010)[2].